# Хеннингхаус, Августин
Августин Хеннингхаус (нем. Augustin Henninghaus, 11 сентября 1862 год, Менден, Германия — 20 сентября 1939 год, Яньчжоу, Китай) — католический епископ, член монашеского ордена вербистов, ординарий апостольского викариата Яньчжоу.

## Биография
11 октября 1879 года вступил в монашеский орден вербистов. 30 мая 1885 года был рукоположён в священника. В 1886 году был отправлен миссионером в китайскую провинцию Шаньдун.
7 августа 1904 года Римский папа Пий X назначил Августина Ханнингхауса титулярным епископом и апостольским викарием Южного Шаньдуна, который 3 декабря 1924 года был переименован в апостольский викариат Яньчжоуфу. 30 октября 1904 года был рукоположен в епископа.
В 1910 году основал женскую монашескую конгрегацию «Сёстры Облаток Святого Семейства».
В 1918 году рукоположил во священника будущего китайского кардинала Фому Тянь Гэнсиня.
В 1935 году ушёл в отставку и жил до своей смерти 20 сентября 1939 года в Китае.

## Источник
- Pater Hermann Fischer SVD: «Augustin Hennighaus — 53 Jahre Missionar und Missionsbischof», Steyler Missionsbuchhandlung Kaldenkirchen, 1946, стр. 380
- Friedrich Wilhelm Bautz (1990). Bautz, Friedrich Wilhelm, Henninghaus, Augustin (Taufname: August), Missionsbischof in China. Biographisch-Bibliographisches Kirchenlexikon (BBKL). 2. Hamm. cols. 721—723. ISBN 3-88309-032-8.